# José Luis Azuaje Ayala
José Luis Azuaje Ayala (Valera, 6 dicembre 1957) è un arcivescovo cattolico venezuelano, dal 24 maggio 2018 arcivescovo metropolita di Maracaibo.

## Biografia
José Luis Azuaje Ayala nacque a Valera il 6 dicembre 1957 ed è il più giovane dei quattro figli di José Salvador Azuaje e Aura del Carmen Ayala de Azuaje. I suoi fratelli si chiamano Ana Ramona, Yanet e José Salvador.

### Formazione e ministero sacerdotale
Ha frequentato il liceo nel seminario minore "Sacro Cuore di Gesù" della diocesi di Trujillo. Ha studiato per la licenza in filosofia nel seminario interdiocesano "Santa Rosa da Lima" a Caracas dal 1975 al 1979. Nel settembre del 1979 è stato inviato a Roma per studi. Ha conseguito la licenza in teologia fondamentale presso la Pontificia Università Gregoriana. Tornato in patria ha conseguito la laurea in educazione presso l'Università Nazionale Simón Rodríguez e la laurea in scienze politiche e amministrative presso l'Università Valle del Momboy di Trujillo, dove gli è stato conferito anche un dottorato honoris causa in scienze politiche.
Il 5 maggio 1984 è stato ordinato presbitero per la diocesi di Trujillo. In seguito è stato parroco della parrocchia di Sant'Antonio Abate a Trujillo dal 1984 al 1988, parroco della parrocchia di San Giuseppe a Valera dal 1988 al 1999 e vicario episcopale per la pastorale e direttore diocesano del segretariato per la Catechesi e di quello per la pastorale sociale dal 1993 al 1999.

### Ministero episcopale
Il 18 marzo 1999 papa Giovanni Paolo II lo ha nominato Vescovo ausiliare dell'Arcidiocesi di Barquisimeto e Vescovo titolare di Italica. 
Ha ricevuto l'ordinazione episcopale il 29 maggio successivo nella parrocchia di San Giovanni Battista a Valera dal vescovo di Trujillo Vicente Ramón Hernández Peña, co-consacranti l'arcivescovo metropolita di Barquisimeto Tulio Manuel Chirivella Varela e quello di Mérida Baltazar Enrique Porras Cardozo.
Il 15 luglio 2006 papa Benedetto XVI lo ha nominato vescovo della diocesi di El Vigía-San Carlos del Zulia.
Nel giugno del 2009 ha compiuto la visita ad limina.
Il 30 agosto 2013 papa Francesco lo ha nominato 4º vescovo di Barinas.
Il 24 maggio 2018 lo stesso papa Francesco lo ha nominato 4º arcivescovo metropolita di Maracaibo.
Nel settembre del 2018 ha compiuto una seconda visita ad limina.
È stato vicepresidente della Conferenza episcopale venezuelana dal 12 gennaio 2012 al 9 gennaio 2018 e presidente della stessa dal 9 gennaio 2018 al 7 gennaio 2022.
Attualmente ricopre anche la carica di presidente della Caritas dell'America Latina e dei Caraibi.
Dal 17 maggio 2023 è primo vicepresidente del Consiglio episcopale latinoamericano.

## Genealogia episcopale e successione apostolica
La genealogia episcopale è:
- Cardinale Scipione Rebiba
- Cardinale Giulio Antonio Santori
- Cardinale Girolamo Bernerio, O.P.
- Arcivescovo Galeazzo Sanvitale
- Cardinale Ludovico Ludovisi
- Cardinale Luigi Caetani
- Cardinale Ulderico Carpegna
- Cardinale Paluzzo Paluzzi Altieri degli Albertoni
- Papa Benedetto XIII
- Papa Benedetto XIV
- Papa Clemente XIII
- Cardinale Marcantonio Colonna
- Cardinale Giacinto Sigismondo Gerdil, B.
- Cardinale Giulio Maria della Somaglia
- Cardinale Carlo Odescalchi, S.I.
- Cardinale Costantino Patrizi Naro
- Cardinale Lucido Maria Parocchi
- Papa Pio X
- Cardinale Gaetano De Lai
- Cardinale Raffaele Carlo Rossi, O.C.D.
- Cardinale Amleto Giovanni Cicognani
- Arcivescovo Antonio del Giudice
- Vescovo Vicente Ramón Hernández Peña
- Arcivescovo José Luis Azuaje Ayala

La successione apostolica è:
- Arcivescovo Víctor Hugo Basabe (2016)
- Arcivescovo Polito Rodríguez Méndez (2016)